# Bogandé
Bogandé Gnagna tartomány székhelye Burkina Faso középső részén. 2011-ben a település népessége 9854 fő volt.